# Gibbsit
Gibbsit, vzorcem Al(OH)3, je jednou z minerálních forem hydroxidu hlinitého. Často se označuje jako γ-Al(OH)3.
Gibbsit je důležitá ruda hliníku, jelikož je jednou ze tří hlavních fází při tvorbě bauxitu. Gibbsit má tři pojmenované strukturní polymorfy: bayerit, doyleit a nordstrandit. Gibbsit může být monoklinický nebo triklinický; zatímco bayerit je pouze monoklinický, doyleit a nordstrandit jsou triklinické formy.
Gibbsit je pojmenován po Georgovi Gibbsovi, americkém sběrateli minerálů.

## Struktura
Struktura gibbsitu je zajímavá a podobná struktuře slídy. Základní strukturu tvoří skládané listy propojeného osmistěnu. Každý osmistěn se skládá z hliníkového iontu vázaného k šesti hydroxidovým skupinám a každá hydroxidová skupina je sdílena dvěma hliníkovými osmistěny. Třetině potenciálních oktaedrických prostor chybí centrální hliník. Výsledkem je neutrální vrstva s hliníkem jako +III iontem a hydroxidem jako –I iontem. V důsledku nestabilních vazeb mezi jednotlivými složkami je výsledný minerál velmi měkký a snadno štěpitelný.
Struktura gibbsitu úzce souvisí se strukturou brucitu (Mg(OH)2). Nižší náboj v hořčíku brucitu (+2) na rozdíl od hliníku gibbsitu (+3) však nevyžaduje, aby jedna třetina osmistěnů postrádala centrální iont, a aby byla zachována neutrální vrstva. Rozdílná symetrie gibbsitu a brucitu je způsobena odlišným způsobem skládání jednotlivých vrstev.
Gibbsit je strukturou velmi podobný korundu, s tím rozdílem, že hydroxidy jsou nahrazeny kyslíkem.